# Centrelus nietanus
Centrelus nietanus är en mångfotingart som först beskrevs av Henri Saussure 1860.  Centrelus nietanus ingår i släktet Centrelus och familjen Atopetholidae. Inga underarter finns listade i Catalogue of Life.